# روسيلا فالك
روسيلا فالك (10 نوفمبر 1926 - 5 مايو 2013) هي ممثلة إيطالية. كانت لديها مهنة طويلة، اشتهرت بدورها في فلم فدريكو فليني في عام 1964.

## الحياة والوظيفة
وُلدت فالك في روما باسم روزا أنطونيا فالزاكابا ، وتخرجت من أكاديمية الفنون المسرحية في مايو 1948، بعد أشهر قليلة من حصولها على جائزة أفضل ممثلة جديدة في مهرجان الشباب العالمي في براغ.  أسست نفسها في غضون سنوات قليلة كواحدة من الممثلات الإيطاليات الأكثر موهبة وطلبا.  في عام 1951، بدأت تعاونًا طويلًا مع المخرج Luchino Visconti مع دور Stella في مسرحية A Streetcar Named Desire .
في عام 1954، بعد أن عملت في مسرح بيكولو في ميلانو، عملت أيضا في لوس انجليس مع جيورجيو دى لولو، آنا ماريا غوارنييري، رومولو فالي وأمبرتو أورسيني، مع شركة دي جيوفاني والذي حققت فيه نجاحا وطنيا ودوليا.
 غادرت الشركة في السبعينيات، وواصلت مسيرتها المهنية في العمل مع فرانكو زيفيريلي، غابرييل لافيا، جوزيبي باتريوني غريفي.
كانت أقل نشاطًا في السينما، وربما اشتهرت بدورها في فيلم Federico Fellini ، وكانت فالك نشطة أيضًا في المسلسلات التلفزيونية والمسرحيات الإذاعية.  كان آخر عمل لها هو مسرحية لعام 2009 Est Ovest ، والتي أخرجتها كريستينا كومينسيني.

## روابط خارجية
- روسيلا فالك على موقع IMDb (الإنجليزية)
- روسيلا فالك على موقع ألو سيني (الفرنسية)
- روسيلا فالك على موقع أول موفي (الإنجليزية)
- روسيلا فالك على موقع قاعدة بيانات الأفلام السويدية (السويدية)
- روسيلا فالك على موقع قاعدة بيانات الفيلم (الإنجليزية)
- روسيلا فالك على موقع كينوبويسك (الروسية)